# Кореау (микрорегион)

Кореау на карте.

Кореау (порт. Microrregião de Coreaú) — микрорегион в Бразилии, входит в штат Сеара. Составная часть мезорегиона Северо-запад штата Сеара. Население составляет 55 898 человек (на 2010 год). Площадь — 2 069,423 км². Плотность населения — 27,01 чел./км².

## Демография
Согласно сведениям, собранным в ходе переписи 2010 г. Национальным институтом географии и статистики (IBGE), население микрорегиона составляет:
| Полное население                             | Полное население                             | Полное население                             | Полное население                             | 55 898 |
| -------------------------------------------- | -------------------------------------------- | -------------------------------------------- | -------------------------------------------- | ------ |
| в том числе:                                 | Городское население                          | 33 134                                       | Процент городского населения, %              | 59,28  |
|                                              | Сельское население                           | 22 764                                       | Процент сельского населения, %               | 40,72  |
|                                              | Мужское население                            | 27 890                                       | Процент мужского населения, %                | 49,89  |
|                                              | Женское население                            | 28 008                                       | Процент женского населения, %                | 50,11  |
| Плотность населения, чел/км²                 | Плотность населения, чел/км²                 | Плотность населения, чел/км²                 | Плотность населения, чел/км²                 | 27,01  |
| Население микрорегиона в % к населению штата | Население микрорегиона в % к населению штата | Население микрорегиона в % к населению штата | Население микрорегиона в % к населению штата | 0,66   |

## Состав микрорегиона
В составе микрорегиона включены следующие муниципалитеты:
1. Кореау
2. Фрешейринья
3. Мораужу
4. Уруока